# Chabichou du Poitou
De Chabichou du Poitou AOP is een Franse kaas, gemaakt in de regio Poitou-Charentes, in de Loirevallei, het belangrijkste gebied voor de productie van geitenkaas in Frankrijk. De kaas is een van de 44 Franse kazen die het roodgele Europese AOC/AOP-keurmerk, dat sinds januari 2012 het AOC-label vervangt, mag voeren.
Chabichou is een Franse verbastering van het Arabische woord chebli voor geit. De geitenhouderij in de Loirevallei stamt uit de tijd dat de macht van de Saracenen in noordelijke richting tot de Loire reikte. Na het verdrijven van de Saracenen, vanaf de 8e eeuw, bleven de geiten achter.

In het gebied worden diverse geitenkazen gemaakt, niet alleen de Chabichou, maar ook de Crottin de Chavignol, de Sainte-Maure de Tourraine, de Valençay en nog vele andere.

De Chabichou du Poitou heeft sinds 1990 het AOC-keurmerk, de kaas moet geproduceerd worden in een beperkt gebied in de Poitou.
De Chabichou wordt gemaakt van geitenmelk. De melk wordt langzaam gestremd (dat duurt minimaal 16 uur). In de vormen gedaan moet de kaas nog minimaal 18 uur uitlekken, waarna de kaas uit de vorm gehaald wordt en gezouten. Daarna wordt de kaas te drogen gezet voor 1-2 dagen, en vervolgens zal de kaas te rijpen gezet worden, rijpingstijd is minimaal 10 dagen. De oudere kazen rijpen langer, tot maximaal 2 maanden. De productie van de kaas kan op de boerderij, bij de coöperatie of bij een kaasfabriek plaatsvinden.
Het kaasje is wit en zacht van binnen met een blauwe-grijze waas op de korst wanneer het jong is. Naarmate de kaas ouder wordt, wordt de kleur donkerder en wordt de kaas droger en brokkeliger. De kaas heeft een echte geitensmaak, iets zurig in het begin en steviger

## Bûche du Poitou
De Bûche du Poitou is vergelijkbaar met de Chabichou. Vanuit de supermarkten/hypermarkten in Frankrijk werd gevraagd om een grotere kaas, zodat de kaas "à la coupe" verkocht kon worden. Het is een kaas met een zachte kaasmassa, vaak met een zwarte buitenkant (met roet / houtskool zwart gemaakt) en een gewicht van 1 à 2 kg.